# کویتن‌داغ
کویتن‌داغ (به ترکمنی: Köýtendag، کؤیتن‌داغ) یک شهرک در ترکمنستان است که در استان لب آب واقع شده‌است. کویتن‌داغ مرکز اداری شهرستان کویتن‌داغ است.
تا پیش از سال ۱۹۹۹ میلادی، نام این شهر چهارشنگه (به ترکمنی: Çarşaňňy، چارشانگیٛ) (به روسی: Чаршанга) بود. 
در تاریخ ۲۷ ژوئیه ۲۰۱۶، شهرک کویتن‌داغ به «شهر» ارتقاء یافت.

## وجه تسمیه
نام «کویتن‌داغ» متشکل از دو بخش «کویتن‌» و «داغ» است. «داغ» در زبان ترکمنی به معنای «کوه» می باشد. اما، «کویتن‌»، ترکی/ترکمنی شده‌ی نام فارسی «کوه تنگ» می‌باشد، که در گذشته هم به رشته کوه موجود در منطقه و هم به دره در این منطقه گفته می شده.
نام دیگر این منطقه، «چهارشنگه»، نام یکی از قبایل ترکمن بوده است.

## جمعیت
| ۱۹۵۹ | ۱۹۷۰ | ۱۹۷۹ | ۱۹۸۹ |
| ---- | ---- | ---- | ---- |
| ۴۰۵۷ | ۵۷۴۱ | ۷۵۶۹ | ۸۶۵۴ |